# Elbetunnel (A7)
De Elbetunnel is een tunnel uit 1975 voor het wegverkeer onder de Elbe ten westen van de Duitse stad Hamburg, en maakt deel uit van de autosnelweg A7.
De eerste tunnel onder de Elbe kwam in 1911 gereed. De St. Pauli-Elbtunnel heeft echter een zeer beperkte capaciteit door het gebruik van liften en heeft buizen met een kleine diameter.
De bouw van de 3,3 km lange tunnel vond plaats tussen 1968 en 1975. De tunnel bestaat in het midden uit acht elementen van 132 m lang, 41,7 m breed en 8,4 m hoog. Dagelijks wordt de verbinding door meer dan 150.000 voertuigen gebruikt.

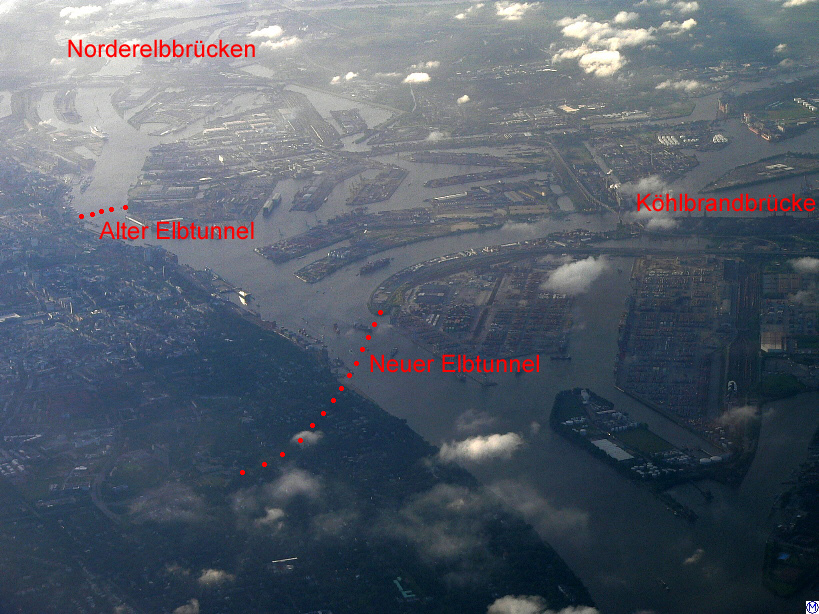
Locatie op een luchtfoto